# Dalbergia hildebrandtii
Espèce
Classification phylogénétique
Statut de conservation UICN

 VU  : Vulnérable
Dalbergia hildebrandtii est une espèce de plantes du genre Dalbergia de la famille des Fabacées.